# مونشتاب
مونشتاب (به آلمانی: Monstab) یک شهر در آلمان است که در اتنبرگر لند واقع شده‌است. مونشتاب ۵۰۸ نفر جمعیت دارد.